# Bring on the Night
Bring On The Night – album Stinga, nagrywany podczas kilku koncertów w roku 1985, a wydany w 1986.

## Lista utworów

### Płyta 1
1. "Bring On The Night" / "When The World Is Running Down" (Live) – 11:41
2. "Consider Me Gone" – 4:53
3. "Low Life" – 4:03
4. "We Work The Black Seam" – 6:55
5. "Driven To Tears" – 6:59
6. "The Dream Of The Blue Turtles" / "Demolition Man" – 6:08

### Płyta 2
1. "One World (Not Three)" / "Love IsThe Seventh Wave" – 11:10
2. "Moon Over Bourbon Street" – 4:19
3. "I Burn For You" – 5:38
4. "Another Day" – 4:41
5. "Children's Crusade" – 5:22
6. "Been Down So Long" – 4:54
7. "Tea In The Sahara" – 6:25